# 11775 Köhler
(11775) Kohler, denumire internațională (11775) Köhler, este un asteroid din centura principală de asteroizi.

## Descriere
11775 Köhler este un asteroid din centura principală de asteroizi. A fost descoperit pe 16 octombrie 1977 la Observatorul Palomar de Cornelis Johannes van Houten, Ingrid van Houten-Groeneveld și Tom Gehrels. Asteroidul prezintă o orbită caracterizată de o semiaxă mare de 2,17 ua, o excentricitate de 0,03 și o înclinație de 3,4° în raport cu ecliptica.